# ۳۲ (پیش از میلاد)
۳۲ (پیش از میلاد) ۳۲مین سال قبل از تقویم میلادی است.